# Poilcourt-Sydney
Poilcourt-Sydney é uma comuna francesa na região administrativa de Grande Leste, no departamento das Ardenas. Estende-se por uma área de 7,88 km². Em 2010 a comuna tinha 183 habitantes (densidade: 23,2 hab./km²).